# Silene cattariniana
Silene cattariniana är en nejlikväxtart som beskrevs av Ferrarini och Cecchi. Silene cattariniana ingår i släktet glimmar, och familjen nejlikväxter. Inga underarter finns listade i Catalogue of Life.